# جینگژو
جیانگژو (به لاتین: Jingzhou) یک شهر مرکزی در جمهوری خلق چین است که در هوبئی واقع شده‌است.

## خصوصیات
جیانگژو ۱۴٬۰۶۸٫۶۸ کیلومترمربع مساحت و ۵٬۶۹۱٬۷۰۷ نفر جمعیت دارد.